# 15 januari
15 januari är den 15:e dagen på året i den gregorianska kalendern. Det återstår 350 dagar av året (351 under skottår).

## Återkommande bemärkelsedagar

### Helgdagar
- Malawi: John Chilembwe-dagen

### Flaggdagar
- Indien: Armédagen

### Minnesdagar
- Nigeria: Försvarsmaktens minnesdag (till minne av slutet på Biafrakriget denna dag 1970)

### Övrigt
- Nordkorea: Hanguldagen (samma dag firas 9 oktober i Sydkorea)

## Namnsdagar

### I den svenska almanackan
- Nuvarande – Laura och Lorentz
- Föregående i bokstavsordning
  - Laura – Namnet infördes på dagens datum 1901 och har funnits där sedan dess.
  - Lauritz – Namnet infördes på dagens datum 1986, men utgick 1993.
  - Liv – Namnet infördes 1986 på 2 oktober. 1993 flyttades det till dagens datum och 2001 till 12 april.
  - Lorentz – Namnet infördes 1986 på 10 augusti och flyttades 2001 till dagens datum.
  - Lotten – Namnet infördes på dagens datum 1986, men utgick 1993.
  - Maurus – Namnet fanns, till minne av en helgonförklarad fransk benediktinmunk från 500-talet, på dagens datum före 1901, då det utgick.
- Föregående i kronologisk ordning
  - Före 1901 – Maurus
  - 1901–1985 – Laura
  - 1986–1992 – Laura, Lauritz och Lotten
  - 1993–2000 – Laura och Liv
  - Från 2001 – Laura och Lorentz
- Källor
  - Brylla, Eva (red.): Namnlängdsboken, Norstedts ordbok, Stockholm, 2000. ISBN 91-7227-204-X
  - af Klintberg, Bengt: Namnen i almanackan, Norstedts ordbok, Stockholm, 2001. ISBN 91-7227-292-9

### Finlandssvenska almanackan
- Nuvarande från 1929[1] – Doris
- I föregående revideringar[a][2]
  - inga ändringar sedan 1929

## Händelser
- 708 – Sisinnius väljs till påve, efter att påven Johannes VII har avlidit året före.[3]
- 1759 – Det brittiska museet British Museum i London, som bygger på Hans Sloanes samlingar och grundades redan 1753, öppnar nu för allmänheten.
- 1912 – Upptäcktsresanden och politiske aktivisten Sven Hedin utger pamfletten Ett varningsord, vilken sprids i en miljon exemplar. Den är ett inlägg i den svenska försvarsdebatten, där Hedin propagerar för ett starkt försvar under de rådande tiderna, då flera europeiska stormakter kapprustar. Som svar på pamfletten utger de tre socialisterna Zeth Höglund, Fredrik Ström och Hannes Sköld året därpå Det befästa fattighuset, där de istället propagerar för sociala reformer.
- 1917 – Under det rådande krisläget under första världskriget införs ransonering av bröd i Sverige, med en dagsranson på 250 gram mjöl per person.
- 1919 – Rosa Luxemburg och Karl Liebknecht, ledare för det  revolutionära Spartacusförbundet, mördas i Tyskland.
- 1924
  - Strejkande renhållningsarbetare i Sundsvall demonstrerar mot att strejkbrytare har insatts i konflikten.
  - Ett automatiskt telefonsystem, där man som uppringare själv ska kunna slå numret till den man söker och inte behöva ange det till en växeltelefonist, introduceras i Stockholm.
- 1940 – Viss censur av vykort införs i Sverige, då staten under det pågående andra världskriget vill begränsa spridning av känsliga uppgifter.
- 1943 – Det amerikanska försvarshögkvarteret Pentagon invigs.
- 1950 – Sverige erkänner den kommunistiska folkrepubliken Kina, endast tre och en halv månad efter att den har utropats året före.
- 1951 – Före detta koncentrationslägervakten Ilse Koch, känd som Buchenwalds häxa, döms av en västtysk domstol till livstids fängelse för de förbrytelser hon har begått i tyska koncentrationsläger under andra världskriget. 1967 begår hon självmord i fängelset.
- 1967 – Super Bowl, en finalmatch mellan två ligor i amerikansk fotboll, spelas för första gången. Den blir sedan ett årligen återkommande evenemang, som spelas i januari eller februari.
- 1977 – Ett flygplan från Linjeflyg på väg till Stockholm-Bromma flygplats havererar på en parkeringsplats i Kälvesta i Stockholm, varvid samtliga 22 ombordvarande personer omkommer, däribland bordtennisspelaren Hans Alsér.
- 1981 – Tv-serien Babels hus, som bygger på P.C. Jersilds roman med samma namn och som handlar om den svenska sjukvården, börjar sändas i svensk tv.
- 1987 – Krigsmaterielinspektör Carl-Fredrik Algernon dödas när han ramlar eller knuffas framför ett tunnelbanetåg på T-Centralen i Stockholm. Officiellt begår han självmord, men det finns misstankar om mord, eftersom han anses veta för mycket om Boforsaffären.
- 1992 – Europeiska gemenskaperna (EG) erkänner Kroatien och Slovenien som självständiga stater, sedan dessa har utropat sin självständighet från Jugoslavien året före.
- 2001 – Nätuppslagsverket Wikipedia grundas.
- 2006
  - I den första omgången av årets presidentval i Finland får den sittande presidenten Tarja Halonen och utmanaren Sauli Niinistö flest röster, och blir därmed de två kandidater som går vidare till andra omgången den 29 januari.
  - Michelle Bachelet vinner den andra omgången av årets presidentval i Chile och blir därmed Chiles första kvinnliga president och tillträder ämbetet 11 mars.
- 2009 – Ett flygplan tvingas nödlanda på Hudsonfloden mitt i New York efter att en flock fåglar har flugit in i planets motorer. Samtliga ombordvarande överlever landningen.
- 2013 – På Tranarpsbron i Skåne krockar ett 80-tal fordon i en av Sveriges största seriekrockar. En person omkommer.

## Födda
- 1342 – Filip II, hertig av Burgund
- 1622 – Jean-Baptiste Poquelin, fransk författare med pseudonymen Molière
- 1754 – Jacques Pierre Brissot, fransk politiker och journalist
- 1780 – John Leeds Kerr, amerikansk politiker, senator för Maryland
- 1795 – Aleksandr Gribojedov, rysk diplomat och författare
- 1809 – Pierre-Joseph Proudhon, fransk författare och filosof
- 1821 – John Cabell Breckinridge, amerikansk militär och politiker, USA:s vicepresident
- 1841 – Frederick Stanley, 16:e earl av Derby, brittisk politiker, instiftare av Stanley Cup i ishockey
- 1844 – Cole Younger, amerikansk bankrånare, medlem av James-Youngerligan
- 1850
  - Mihai Eminescu, rumänsk senromantisk poet
  - Sofja Kovalevskaja, rysk-svensk matematiker
  - Nils Personne, svensk teaterregissör och skådespelare
- 1853 – Albert McIntire, amerikansk republikansk politiker och jurist, guvernör i Colorado
- 1858 – Albert W. Gilchrist, amerikansk demokratisk politiker, guvernör i Florida
- 1859 – Elmore Y. Sarles, amerikansk republikansk politiker, guvernör i North Dakota
- 1863 – Wilhelm Marx, tysk jurist och politiker, Tysklands rikskansler
- 1864 – Isa Boletini, albansk frihetskämpe
- 1866 – Nathan Söderblom, svensk kyrkoman, ärkebiskop i Uppsala stift, mottagare av Nobels fredspris 1930, ledamot av Svenska Akademien
- 1872 – Ludvig Mylius-Erichsen, dansk författare och polarforskare
- 1882 – Margareta av Storbritannien och Irland, svensk kronprinsessa (gift med kronprins Gustaf (VI) Adolf), farmor till kung Carl XVI Gustaf
- 1891 – Osip Mandelstam, rysk-sovjetisk poet
- 1893 – Ivor Novello, brittisk skådespelare och regissör samt manus- och sångtextförfattare
- 1895 – Artturi Virtanen, finländsk biokemist, mottagare av Nobelpriset i kemi 1945
- 1906 – Aristoteles Onassis, grekisk skeppsredare
- 1908 – Edward Teller, ungersk-amerikansk kärnfysiker, känd som ”vätebombens fader”
- 1909
  - Bjarne Andersen, norsk skådespelare, manusförfattare och regissör
  - Gene Krupa, amerikansk jazztrumslagare
- 1911 – Gösta Bohman, svensk moderat politiker och statsråd, Moderaternas partiledare 1970–1981
- 1912 – Michel Debré, fransk politiker, premiärminister
- 1913 – Lloyd Bridges, amerikansk skådespelare
- 1921 – Frank Thornton, brittisk skådespelare
- 1922 – Franz Fühmann, tysk författare och översättare
- 1926 – Maria Schell, österrikisk skådespelare
- 1929 – Martin Luther King, amerikansk pastor och medborgarrättskämpe, mottagare av Nobels fredspris 1964
- 1937
  - Marianne Bengtsson, svensk skådespelare
  - Margaret O'Brien, amerikansk barnskådespelare
- 1939 – Per Ahlmark, svensk politiker, partiledare för Folkpartiet 1975–1978
- 1943 – Margaret Beckett, brittisk parlamentsledamot för Labour, Storbritanniens utrikesminister 2006–2007
- 1947 – Martin Chalfie, amerikansk forskare, biolog, mottagare av Nobelpriset i kemi 2008
- 1949
  - Gunnar Rehlin, svensk filmkritiker
  - Ronnie Van Zant, amerikansk musiker, sångare i gruppen Lynyrd Skynyrd
- 1953 – Reine Brynolfsson, svensk skådespelare
- 1954 – Håkan ”Carla” Carlqvist, svensk motocrossförare, världsmästare 1979 och 1983, mottagare av Svenska Dagbladets guldmedalj 1983
- 1956 – Mayawati, indisk politiker
- 1958 – Boris Tadić, serbisk politiker, Serbiens president
- 1960 – Natik Hashim, irakisk fotbollsspelare och -tränare
- 1962
  - Ola Isedal, svensk skådespelare
  - Charlotte Hellekant, svensk operasångare
- 1975 – María del Mar Rodríguez Carnero, spansk sångare och artist med artistnamnet La Mari, medlem i gruppen Chambao
- 1977 – Giorgia Meloni, italiensk politiker, Italiens premiärminister 2022–
- 1979 – Busy Philipps, amerikansk skådespelare och manusförfattare
- 1981 – El-Hadji Diouf, senegalesisk fotbollsspelare
- 1988 – Sonny Moore, amerikansk musikproducent inom genren dubstep, sångare i post-hardcoregruppen From First to Last med artistnamnet Skrillex
- 1991 – Marc Bartra, spansk fotbollsspelare i Borussia Dortmund

## Avlidna
- 69 – Galba, 70, romersk kejsare sedan 68
- 936 – Rudolf av Burgund, omkring 45, kung av Västfrankiska riket sedan 923
- 1276 – Gregers Birgersson, son till Birger jarl och godsägare till Ängsö slott i Västmanland
- 1815 – Emma Hamilton, 49, brittisk dansös, modell och societetsdam, älskarinna till Horatio Nelson
- 1841 – Friedrich Parrot, 48, balttysk vetenskapsman och upptäcktsresande
- 1844 – Joseph Duncan, 49, amerikansk demokratisk politiker, guvernör i Illinois 1834–1838
- 1857 – Samuel Prentiss, 74, amerikansk politiker och jurist, senator för Vermont 1831–1842
- 1865 – Edward Everett, 70, amerikansk politiker, USA:s utrikesminister 1852–1853
- 1876 – Eliza McCardle Johnson, 65, amerikansk presidenthustru, USA:s första dam 1865–1869 (gift med Andrew Johnson)
- 1886 – Henning Hamilton, 72, svensk statsman, militär och skriftställare, landshövding i Östergötlands län 1851–1858, Sveriges ecklesiastikminister 1859–1860, ledamot av Svenska Akademien 1856–1881
- 1919
  - Karl Liebknecht, 47, tysk politiker (mördad)
  - Rosa Luxemburg, 47, polsk-tysk socialistisk politiker av judisk härkomst (mördad)
- 1926 – Enrico Toselli, 42, italiensk pianist och tonsättare
- 1950 – Sven Säfwenberg, 51, svensk bandyspelare, mottagare av Svenska Dagbladets guldmedalj 1933
- 1955 – Yves Tanguy, 55, franskfödd amerikansk surrealistisk målare
- 1958 – Jevgenij Sjvarts, 61, rysk författare
- 1970 – Eric von Gegerfelt, 73, svensk skådespelare
- 1977 – Hans Alsér, 34, svensk bordtennisspelare (flygolycka)
- 1986 – Josef Högstedt, 88, svensk författare och poet
- 1987
  - Ray Bolger, 83, amerikansk skådespelare samt sång- och dansman, mest känd i rollen som Fågelskrämman i filmen Trollkarlen från Oz 1939
  - Carl-Fredrik Algernon, 61, svensk krigsmaterielinspektör
- 1988 – Sean MacBride, 83, irländsk politiker, mottagare av Nobels fredspris 1974
- 1990 – Gordon Jackson, 66, brittisk skådespelare
- 1992 – Lars Lennartsson, 78, svensk sångare och skådespelare
- 1993 – J. Allen Frear, 89, amerikansk demokratisk politiker, senator för Delaware 1949–1961
- 1994 – Harry Nilsson, 52, amerikansk sångare och kompositör
- 1998 – Aimo Halila, 85, finländsk historiker och filosofie doktor
- 2000 – Željko Ražnatović, 47, serbisk brottsling känd som Arkan
- 2001 – Kaija Sirén, 80, finländsk arkitekt
- 2003
  - Vivi-Anne Hultén, 91, svensk konståkare
  - Arne Palmqvist, 81, svensk biskop i Västerås stift
- 2005 – Sven Christer Swahn, 71, svensk författare, översättare och litteraturvetare
- 2006 – Jabir al-Ahmad al-Jabir as-Sabah, 79, Kuwaits emir sedan 1977
- 2007
  - Awad Hamed al-Bandar, 62, irakisk före detta chefsdomare (avrättad)
  - Barzan Ibrahim al-Tikriti, 55, irakisk före detta chef för den irakiska säkerhetstjänsten Mukhabarat, halvbror till Saddam Hussein (avrättad)
  - Ardeshir Hosseinpour, 44, iransk kärnfysiker
- 2008
  - Brad Renfro, 25, amerikansk skådespelare
  - Bror Samuelson, 88, svensk kyrkomusiker, tonsättare och ledamot av Kungliga Musikaliska Akademien sedan 1973
- 2009
  - Erik Alexandersson, 26, svensk reggaeartist med artistnamnet Jr Eric
  - Viking Palm, 85, svensk brottare, OS-guld 1952
- 2010 – Marshall W. Nirenberg, 82, amerikansk biokemist och genetiker, mottagare av Nobelpriset i fysiologi eller medicin 1968
- 2011 – Susannah York, 72, brittisk skådespelare
- 2012
  - Mika Ahola, 37, finländsk enduroförare
  - Claes Egnell, 95, svensk olympisk modern femkampare och sportskytt, mottagare av Svenska Dagbladets guldmedalj 1945
  - Manuel Fraga Iribarne, 89, spansk politiker, grundare av partiet Partido Popular, Spaniens turist- och informationsminister 1962–1969 och inrikesminister 1975–1976
  - Ib Spang Olsen, 90, dansk illustratör och författare
  - Hulett C. Smith, 93, amerikansk demokratisk politiker, guvernör i West Virginia 1965–1969
- 2013 – Nagisa Oshima, 80, japansk filmregissör och manusförfattare
- 2014
  - John Dobson, 98, amerikansk astronom
  - Roger Lloyd-Pack, 69, brittisk skådespelare
- 2015 – Kim Fowley, 75, amerikansk musiker, låtskrivare och manager
- 2017 – Marianne Westman, 88, svensk formgivare, keramiker och textildesigner
- 2018 – Dolores O'Riordan, 46, irländsk musiker, sångare i The Cranberries
- 2021 – Hans ”Hatte” Furuhagen, 90, svensk TV-producent och underhållare
- 2023
  - Jane Cederquist, 77, svensk simmare och ämbetsman, OS-silver 1960, mottagare av Svenska Dagbladets guldmedalj 1960
  - Doris Svensson, 75, svensk sångerska.[4]